# 364 Ізара
364 Ізара (364 Isara) — астероїд головного поясу, відкритий 19 березня 1893 року Огюстом Шарлуа у Ніцці.